# Awu
Awu (indonez. Gunung Awu) – czynny wulkan w Indonezji na wyspie Sangihe w archipelagu Sangihe; zaliczany do stratowulkanów.
Wysokość 1318 m n.p.m. Położony w kalderze o średnicy 4,5 km. Kształt i wysokość zmienia się po każdej silniejszej erupcji.
Awu jest znany z tragicznych w skutkach erupcji, którym towarzyszą potężne lahary; najsilniejsze zanotowane wybuchy w 1711, 1812, 1856, 1892 i 1966 (łącznie w ich wyniku śmierć poniosło ponad 8 tys. osób). Ostatnia zanotowana erupcja w czerwcu 2004 r.